# Abdelkader Youmir
Abdelkader Youmir (عبد القادر يومير) est un entraîneur marocain né à Casablanca au Maroc.

## Palmarès
- Championnat du Maroc
  - Champion : 1995
- Ligue des champions de la CAF
  - Quart de finaliste : 1996
- Coupe de la Coupe d'Afrique
  - Vainqueur : 1996
- Coupe du Prince du Qatar
  - Vainqueur : 1998
- Coupe de la Coupe d'Etihad
  - Vainqueur : 1999